# Религија канарских Абориџина
Религија канарских Абориџина била је скуп веровања која су чинила магијско-религијски свет првих досељеника Канарских острва пре европског освајања током 15. века. 
Како су абориџинску религију преносили и мењали хришћански освајачи, изворна магијско-религијска веровања, ставови и праксе не могу се са сигурношћу дефинисати, при чему су етноисторијски списи и археологија главни извори за њихово проучавање.
Треба напоменути да је свако острво имало своја различита веровања, али су делила заједничко порекло и карактеристике.

## Веровања

#### Врховно Биће
Канарски абориџини се могу уврстити међу деистичке културе, пошто су веровали у Врховно Биће које је створило и одржавало свет и које је живео на небу.
Неки савремени истраживачи, као што је професор Хуан Алварес Делгадо, претпостављају да је ово веровање било последица акултурације изазване континуираним контактом Абориџина са медитеранским морепловцима од средине 14. века, као и евангелизаторском акцијом хришћанских мисионара. Међутим, други аутори као што је Хесус М. Фернандес Родригес верују да је постојао синкретизам између абориџинских идеја о супериорном племенском божанству које  има тенденцију да буде и свеприсутно и универзално“ и хришћанског концепта Бога.
Ово врховно божанство имало је различите облике у зависности од острва. На Гран Канарији је био познат као Акоран или Алкорац, а у Ла Палми као Абора, док је на острвима Ланзароте и Фуертевентура природњак Жан-Батист Бори де Сент Винсент покупио име Алтхос, иако каснији историчари попут Доминика Ј. Волфела указују да је ово задње име сумњиво.
Што се тиче веровања абориџина Гомера, традиционални историјски извори не пружају много података. Само инжењер Леонардо Торијани сугерише да су обожавали божанство у облику црног вуненог пса који је ходао на две ноге, а кога су звали Хиргуан (име које је вероватно повезано са Ируенима из Ла Палме). Овај аутор такође алудира на чињеницу да је постојао Гомеро гатар по имену Ејунче који је покушао да натера своје сународнике да увиде да прави бог који је створио све живи на небу и да се зове Орахан, а да је Хиргуан његов непријатељ. Међутим, професор Алехандро Ћоранеску сматра да се ради о забуни аутора са чињеницама са острва Ел Хјеро.

#### Божански пар
Међу абориџинима Ел Хјера и Тенерифа, идеја о „божанском пару“ појављује се у њиховим веровањима, која су у оба случаја и након освајања синкретизована са хришћанским принципима Бога/Исуса и Девице Марије.
Тако су Бимбачи веровали у мушки принцип назван Ераорахан 'онај који је у ватреном или сјају', којег су обожавали мушкарци, и у други женски принцип који су назвали Монеиба 'сјај дима' којег су поштовале жене. Са своје стране, Гуанчи са Тенерифа веровали су у два главна божанства са подједнаким мушким и женским знаковима. Врховни бог, који је представљао стваралачки и одржавајући принцип, називан је на различите начине у складу са атрибутима које је имао: Аћаман 'Пенушави', Аћухурахан 'ево овог који је у ватреном или сјајном', Аћухућанац 'ево овог онај који је у киши', Аћгуајакерак 'види дух/порекло који одржава универзум', Атгуаићафанатаман 'види дух/порекло светлости муње' или Аћугуајо 'онај који је дух/порекло'. Врховна богиња била је Ћакираки 'она која носи или одржава небески свод', такође названа Аћмајек Гуајакерак 'гле његове мајке, Духа који одржава универзум'. Према Дијегу Кускоју, то је био конзервативни женски принцип који су Гуанчи идентификовали са ликом Девице од Канделарије која се појавила на плажама Гимара.

#### Друга божанства
На острвима Тенерифе, Гран Канарија и Ла Палма, Абориџини су веровали у зли принцип којег су звали Гуајота, Габиот и Ируене, и који се указивао у облику великих вунастих паса. Ови су се звали Тибисенас на Гран Канарији, док са Тенерифа, доктор и историчар Хуан Бетхенцоурт Алфонсо указује на постојање других ентитета који се зову Гуанаје, Канаха и Јуканћа, заштитних божанстава коза, оваца и паса. На ова два острва такође се веровало да су ови зли духови живели у утроби земље и вулканским подручјима, а Гуанчи су веровали да се пакао налази унутар планине Теиде, коју су звали Ећеиде.
Аутори као што је Хесус М. Фернандез Родригез верују да су на ове представе утицале хришћанске идеје о ђаволу и злу, указујући да је „на кулминацији процеса интерпретације дошло до суштинског губитка првобитне идеје, не знајући да ли се ова имена односе на максималног представника злих сила у веровањима Абориџина или да ли је, напротив, то заправо била искривљена референца на духове или посредничка бића чије су специфичне карактеристике непознате." Тако он даје пример Аранфајбоа, ентитета који је узимао облик свиње и посредовао између Бимбача и њиховог бога током помирбених обреда кише, и којем су рани историчари као што је Хуан де Абреу Галиндо дали „демонски“ карактер упркос његовој очигледној корисној улози.

#### Култ звезда
Међу Канарским абориџинима свих острва такође је вршено обожавање звезда. Сунце је било познато под именом Магец барем на Тенерифима и Гран Канарији, а могуће је да је имало женски карактер, према тумачењу речи као *ма-аɣек ('мајка сјаја') или *м- аɣек („онај који има сјај“), и према континенталним берберским култовима (иако постоје изузеци). Чини се да је Магец био главни део њихове религије и ха њега/њу су се заклињали. Узорци овог соларног култа налазе се на различитим каменим гравурама пронађеним на острвима Тенерифе и Ла Палма, као и у украсним мотивима на посудама и глиненим комадима са Гран Канарије који се састоје од зрачећих кружних фигура. Исто тако, недавна археолошка истраживања открила су оријентацију неких локалитета са изласком или заласком Сунца у време дугодневнице и равнодневице.
Поред сунца, Абориџини су обожавали месец (мушког рода у континенталној берберској митологији) и одређене звезде.

#### Живот после смрти
Нарочито је јединствен био култ мртвих, са сахрањивањем приноса или гробних добара, што показује веровање канарских абориџина у опстанак душе. Посебно је уочљива пракса мумификације лешева на острву Тенерифе. Мумије су се такође појавиле на Гран Канарији, Ла Гомери, Ел Хјеру и Ла Палми, иако су очуване природним процесима. 
Што се самих веровања тиче, енглески витез сер Едмонд Скори указује да су Гуанчи веровали да се душе злих заустављају унутар планине Теиде, док су оне добрих и храбрих живеле у долини Агуере. С друге стране, Мајоси су веровали да у мору живе духови њихових предака или Максија и да су се за време летње дугодневнице приближавали обали у облику облака, док су староседеоци Гран Канарије веровали да су људске душе настале у Сунцу, и да су „на другом месту које називају зачараним пољима или шумама задовољства званим Максиос и да су тамо живи и неки се кају за зло које су учинили ближњима и другима“, наводи се у летопису Педро Гомез Есцудеро.

#### Идолопоклонство
На острвима је пронађен велики број абориџинских идола, као што су идол Таре на Гран Канарији, Гуатимак на Тенерифима или идол Зонзамас на Ланзаротеу. Сличне фигуре су такође пронађене у Куева де Лос Идолос (Фуертевентура), у Ла Палми, у Ел Хјеру и Ла Гомери.
Уопштено говорећи, идоли су обично представе плодности преко мајке земље или духова заштитника. Абориџински идоли су слични онима који се појављују у неолиту Грчке, на Кикладским острвима, Кипру, Криту или у старом Египту, где се статуете и слике појављују заједно.

#### Хришћанске представе
У оквиру абориџинских веровања вреди поменути постојање појединаца који су прешли у хришћанство пре завршетка кастиљанског освајања архипелага, због евангелизаторских акција које су се спроводиле од првих деценија 15. века.У вези са тим, вреди истаћи традицију да су и лик Госпе од Канделарије на Тенерифима и ону Богородице Снежне у Ла Палми већ поштовали староседеоци ових острва.

### Религијски објекти и светилишта
Канарски Абориџини су развили своје култове углавном на врховима неких планина или у подножју истакнутих стена. На овим местима су уклесали низ рупа у камену - које се у археологији називају зделама - које су биле међусобно повезане каналима и у чијој се близини обично налазе камене гравуре. На овим местима, званим almogaren на Гран Канарији, „сваког дана су призивали и приносили жртве заливене млеком.“ Ова врста светог ограђеног простора проширена је на сва острва архипелага.
Што се тиче самих зграда посвећених богослужењу, истичу се лепи efequén  или esequén Фуертевентуре и Ланзаротеа. Ове кружне структуре састојале су се од два концентрична зида који су чинили двоструко ограђени простор, а у чијем средишту се налазио идол. С друге стране, древни Кананци су имали места попут манастира у којима су живеле harimaguadas зване tamogante en Acoran (*tamogant n Aqqoran  или 'жена поверена Богу') и где су се криминалци могли склонити.
Абориџини из Ла Палме изградили су мале хумке од растреситог камења у облику пирамиде као светилишта. Свако територијално разграничење или бенахоаритско краљевство имало је одређено место за ову сврху, са становништвом које се окупљало у његовој околини како би вршило своје молитве у виду плесова, борби и игара.
У Ла Гомери и Ел Хјеру Абориџини су изградили конструкције од сувог камена које су коришћене као олтари или жртвеници. Састојале су се од малог кружног или овалног зида од средњег или крупног камења, понекад убијеног, у чијем се средишту налазила рупа која је служила као пећ за сагоревање. У близини или уз зид постављали су велико набијено камење, понекад заједно са уклесаним стенама. Ова врста грађевина појавила се и на Гран Канарији (планина Хоргасалес) и Фуертевентури (планина Тиндаја). Са своје стране, Хуан Бетенкоурт Алфонсо је на Тенерифима указао на постојање ових олтара за жртве, које је он назвао Пирејци, иако археологија није успела да пронађе тачне трагове у том погледу.
Посебан простор обожавања је оно што се у изворима назива „baladero“. То су била пространа места попут тргова, углавном смештена на узвишеним местима, где су се вршили обреди призивања кише уз блејање стоке.
Ова места су остала у топонимији свих острва, осим Фуертевентуре, претворена у облик „bailadero“ (плесач) или „bailadero de las brujas“ (плесач вештица).

## Света места
Планине и одређене стене појављују се на целом архипелагу као савршена света места, где се божанство манифестује на земљи.

#### Свете планине
Вулкан Теиде, као најјединственија планина на архипелагу, вероватно је био део светих планина за Абориџине свих острва. За Гуанче са Тенерифа, то је било место где су биле концентрисане зле силе повезане са ватром и деструктивним вулканским процесима. Исто тако, такође је сугерисано да функционише као axis mundi или тачка сједињења између неба и земље.
За Абориџине Гран Канарије, главне свете планине биле су планине Тирма и Амагро западно од острва, у древном краљевству Галдар. Кроз њих су давали своје најсветије заклетве вичући atis Tirma и atis Amagro, а криминалци су могли да се склоне на њихове висине да избегну хапшење. Абреу Галиндо и други аутори такође указују на литицу Умиаја или Хумиага као главно свето место, које се налази у калдери Тирахана и припада краљевству Телде, на коме се према Марин де Кубас налазио жртвеник. Стена Бентајга, у унутрашњости калдере Теједа је такође био важан центар обожавања, посвећен плодности према професору историје Антонију Техери Гаспару.

#### Концептaxis mundi
Идеја о стубу који подржава универзум или axis mundi појављује се међу веровањима канарских Абориџина, барем међу онима на острвима Ла Палма, Тенерифе и Гран Канарија. Овај мистични стуб Абориџини повезују са одређеним стенама или планинама. Ово јасно потврђују први историчари Канарских острва Бенахоарицима, који су овај стуб идентификовали са стеном Идафе која се налази унутар Калдере де Табуриенте. У подножју овог природног монолита извршаван је ритуал у коме би изнутрице стоке биле приношене божанству како би се спречило да стуб падне и уништи свет.
Према савременим истраживачима, ова идеја се проширила, као што је већ поменуто, на острва Тенерифе и Гран Канарија, где су ту функцију обављале планине Теиде и камен Бентајга. Такође, филолог и историчар Игнасио Рејес указује на могућност да место Бентајка које се помиње у делу Абреу Галинда као пребивалиште богова Бимбаћеа такође функционише као axis mundi, с обзиром на превод који предлаже за топоним као „место које држи“ из оригиналног облика wen-tāqqa, иако такође указује на његово могуће читање као „место мистичне заштите".

#### Дом божанства
Међу Бенахоаритима и Бимбачима је било широко распрострањено веровање да су њихови богови, који су живели на небу, имали свој земаљски дом у одређеним планинама или стенама, где су одлазили када су били позвани. Тако су древни Палмероси веровали да њихов бог живи на врху планина које затварају Калдеру де Табуриенте на истоку, како је описао Леонардо Торијани: „рекли су да је живео на небу, које су звали tigotan, и на земљи, на врху планина званих Тедоте; а поврх тога су приносили своје жртве од млека и путера“, док су за Бимбаче богови Ераорахан и Монеиба имали „своје пребивалиште (...) у две дугачке стене попут калупа, које се налазе у области коју су звали Бентајка, коју данас зову Сантиљос древних, а након што би молитву услишили и испунили, узнели би се на небо“.

#### Пећине као богомоља
Пећина се на неким острвима појављује и као свето или култно место, осим што има функцију погребног простора. 
Тако су, према хроници Педра Гомеза Ескудера, „они из Ланцаротеа и Фуерте Вентуре имали места или пећине као храмове...“, док су Бимбачи имали пећину Астехејта као свето место, као дом Аранфајбоа, свете свиње која је посредовала између богова и људских бића. Са своје стране, неки аутори сугеришу да је Ратон пећина, вулканска цев која се налази у општини Фуенкалијенте де Ла Палма, била свето место за Бенахоарите, које се односи на могуће култове воде или плодности.
На Гран Канарији савремени истраживачи повезују „осликане пећине“ које имају ископане чиније и сводове на својим подовима и зидовима, као и гравуре на стенама које представљају стидне делове, са светиштима посвећеним одређеним култовима као што је култ плодности. Пример ове врсте пећине је Риско Каидо и друге које се налазе у калдери Теједа.
Абориџини Тенерифа су такође држали култове у пећинама, што се може видети из постављања и каснијег обожавања слике Богородице од Канделарије у Чингуару, а касније у Ахбинику.

## Свештеници, гатари и сантероси
На острвима су постојали различите особе повезане са верским обожавањем. Оне су водили церемоније и функционисали као веза између абориџинског материјалног света и духовног света.
На Гран Канарији обредима је руководио faycán, врста свештеника-судије, коме је у одређеним прославама помагала институција „светих“ жена која се звала harimaguadas.
Понављана фигура на неколико острва била је гатара. Тако се у Фуертевентури помињу свете жене Тибијабин и Тамонанте, које су имале главну улогу у острвском друштву решавајући сукобе између различитих племенских поглавара, управљајући церемонијама и прорицањем будућих ствари. Тибијабин су предвиделе долазак Нормана, постижући предају великих краљева Жану де Бетанкуру. На острвима Ел Хјеро, Ла Гомера и Тенерифе биле су и гатаре Јоне, Агуамује и Гванамење, које су свом народу најавиле долазак људи преко мора који ће преузети острва.

## Приноси и жртве
Абориџини са свих острва вршили су приносе или жртве које се могу разликовати у две главне врсте: либације и кремације.
Либације су вршене млеком или растопљеним путером, сипаним у комплете здела ископаних у стени и спојених горе поменутим каналима. Ова врста жртвовања је најчешћа у историјским изворима, а потврђена је и у археологији.
Жртвовање кремацијом се вршило у ономе што се у археологији назива арас или пиреос. У овим каменим конструкцијама спаљивани су делови домаћих животиња, углавном лобање и ноге.
Трећа врста жртвовања била је кроз „пушење“. Абориџини су спаљивали одређена дрва или биље, које су се користиле да тумаче вољу богова или да праве знамења посматрајући дим који настаје, као што Педро Гомез Ескудеро сведочи о мајосу: „правећи дим од одређених ствари за јело, а то су биле десетине ствари, спаљивање им је дало знак за оно што су морали да предузму гледајући дим".

## Свечаности
Према раним историчарима као што је Фрај Алонсо де Еспиноса, Гуанчи су одржавали велике фестивале, који се обично називају beñesmer, између јула и августа који су се поклопили са временом њихове жетве и почетком године. У њима су одржавали заједничке позиве и разне игре и вежбе. За професора Луиса Дијега Кускоја, ове свечаности употпуниле су и друге које је он назвао „мајанским фестивалима“ који су се одржавали у пролеће, а који би били везани за поновно рађање живота и повећање стада.
Махоси су за време летње дугодневнице одржавали велике заједничке светковине религиозног карактера, током којих су могли да контактирају духове својих предака.

## Митологија
Међу неколико абориџинских митова које су прикупили први историчари, истичу се митови о стварању људских бића. Тако су, према доминиканском фрају Алонсу де Еспиноса, Гуанчи са Тенерифа веровали да је Врховни Бог прво створио племените мушкарце и жене од воде и земље, којима је дао стоку да се хране, а затим створио остатак становништва, којима је рекао да треба да служе први који преживе. Са своје стране, хроничар Андрес Берналдес указује да када су најстарији Абориџини на Гран Канарији упитани о њиховом пореклу, одговорили су „...наши преци рекли су да нас је Бог поставио и оставио нас овде, и заборавио нас...".
Неки аутори такође сматрају да пророчанства различитих староседелаца о људима који ће доћи морем да њима управљају могу бити повезана са вером у повратак њихових предака или митолошких личности са мора, у својеврсном миту о повратку који их је подсећао на њихово континентално порекло.

## Религија канарских Абориџина данас
Међу прославама абориџинских корена које и даље постоје, иако замагљене и под христијанизованим облицима, углавном су Бајадас де ла Рама у градовима Агаете и Ла Алдеа де Сан Николас на Гран Канарији, ехо кишних молитвених процесија древних Канара.
На Тенерифима, Ходочашће у Канделарију делимично подсећа на оно што су Гуанчи правили са целог острва да би извели прославе у част богиње Ћакираки, како је описао Фраи Алонсо де Еспиноса: «...глас иде кроз острво, да жена која се појавила у краљевству Гуимара била је мајка чувара света, (...). Долазе одасвуд (...), а окупља се велики број људи; Наређују весеља и весеља, игре, игре, (...). Законом је закључено и утврђено да се толико пута у години окупљају на овом месту, на част мајке Божије, на своја весеља и игре...“

#### Интеракција са хришћанством
Године 2019, крст урезан у стену и окренут ка сунцу пронађен је на локалитету Гуанче у општини Буенависта дел Норте на северозападу Тенерифа. Претпоставља се да би откриће могло открити наводно знање које су древни Кананци имали о хришћанству. Међутим, овај симбол је пронађен у мегалиту који се користи за ритуале плодности и као соларни календар.